# Tille
Tille – rzeka we Francji, przepływająca przez teren departamentu Côte-d’Or, o długości 82,7 km. Stanowi prawy dopływ rzeki Saony. 

## Geografia
Tille ma długość 82,7 km. Znajduje się w dorzeczu Rodanu. Wywodzi się z kilku strumieni mających swoje źródła na płaskowyżu Langres w Côte-d’Or i Górnej Marnie, które łączą się powyżej miejscowości Marey-sur-Tille.

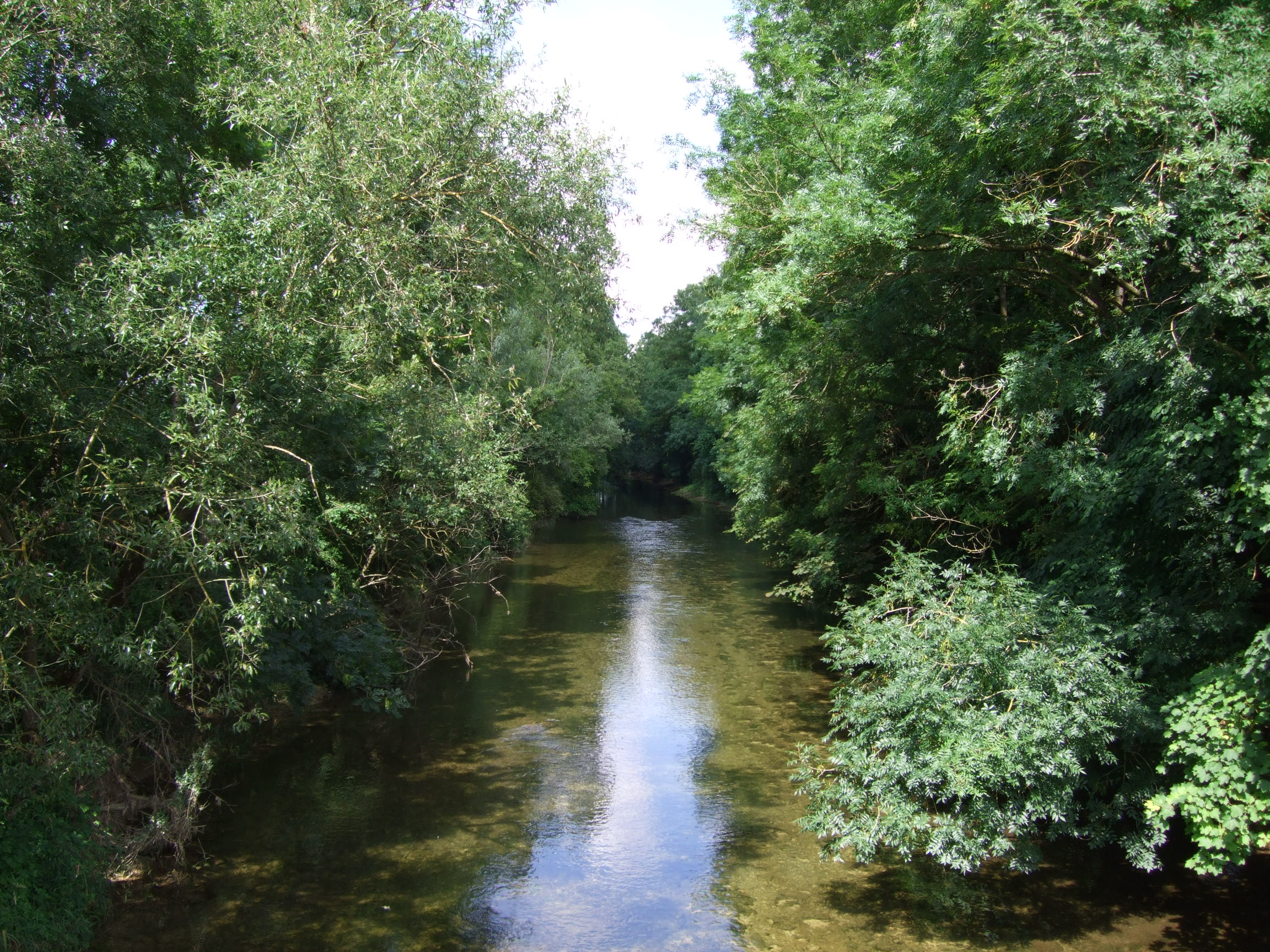
Tille w Spoy

Za początek Tille uważa się źródła potoku Tille de Barjon w Salives. Później biegnie takimi potokami jak Tille de Bussières, celle de Villemoron, de Villemervry oraz Ruisseau des Tilles, by ostatecznie stać się Tille.
Rzeka uchodzi do Saony (jako jej prawy dopływ) w Les Maillys w Côte-d’Or.
Tille przepływa przez: Salives (źródło), Barjon, Avot, Marey-sur-Tille, Villey-sur-Tille, Crécey-sur-Tille, Échevannes, Til-Châtel, Lux, Spoy, Beire-le-Chatel, Arceau, Arc-sur-Tille, Remilly-sur-Tille, Cessey-sur-Tille, Genlis, Pluvault, Champdôtre, Les Maillys (ujście). Wszystkie te gminy znajdują się na terenie departamentu Côte-d’Or.

## Główne dopływy
- Ignon
- Venelle
- Norges
- Crône
- Arnison

## Historia
W pierwszym kwartale XVII wieku rozpoczęto ciężkie prace przy osuszaniu bagien przy Tille. Pierwsze prace zaczęły się 1 października 1612 roku. Na osuszanie tych bagien zdecydowano się by uchronić pobliskie wsie przed częstymi wylewami, a także by zapewnić swobodny przewóz towarów do Dijon.
Najważniejsze prace były wykonywane prawie przez cały XVIII wiek. Wówczas to wykopano proste kanały odwadniające, wzniesiono wały przeciwpowodziowe, postawiono groble.
Dopiero na początku XIX wieku bagna przy Tille zaczęły stopniowo zanikać.

## Hydrologia
Przepływ rzeki Tille zaczęto obserwować od 1963 roku w Champdôtre, które położone jest w pobliżu ujścia rzeki do Saony. Średni przepływ rzeki w tym miejscu w ciągu 46 lat (w latach 1963–2008) wynosił 11,1 m³. Powierzchnia dorzecza wynosi 1258 km².